# 刘房子街道
刘房子街道，是中华人民共和国吉林省长春市公主岭市下辖的一个乡镇级行政单位。

## 行政区划
刘房子街道下辖以下地区：
刘房子社区、煤矿社区、果树农场社区、双桥村、洪喜河村、兴治村、湾沟村、向阳坡村、山前村、石丰村、刘房子村、施家村、石头哨村、田元村、石头庙村、笤条坡村和乐园村。